# Bototutu
Een bototutu is een Surinaams blaasinstrument.
Het is oorspronkelijk een ijzeren scheepshoorn die voor de komst van de radio en megafoon werd gebruikt op de rivieren, met name de Marowijnerivier. De hoorn wordt ook gebruikt in de winti.